# NGC 1484
NGC 1484 (другие обозначения — ESO 359-6, MCG -6-9-36, AM 0352-370, IRAS03524-3706, PGC 14071) — спиральная галактика (Sb) в созвездии Эридан. Открыта Джоном Гершелем в 1837 году. Описание Дрейера: «очень тусклый, крупный, вытянутый объект, немного более яркий в середине».
Этот объект входит в число перечисленных в оригинальной редакции «Нового общего каталога».
Галактика наблюдается с ребра и в ней заметно искривление тонкого диска. Оно вероятно вызвано гравитационным взаимодействием галактики в группе. 
Галактика входит в Скопление Печи.